# Karabulak
Karabulak (kazakh : Қарабұлақ) est un village de l’oblys d'Almaty au Kazakhstan.

## Géographie
Karabulak est le chef-lieu du district d'Eskeldi.

## Démographie
La population est de 16 037 habitants en 2009.